# Värdepappersinstitut

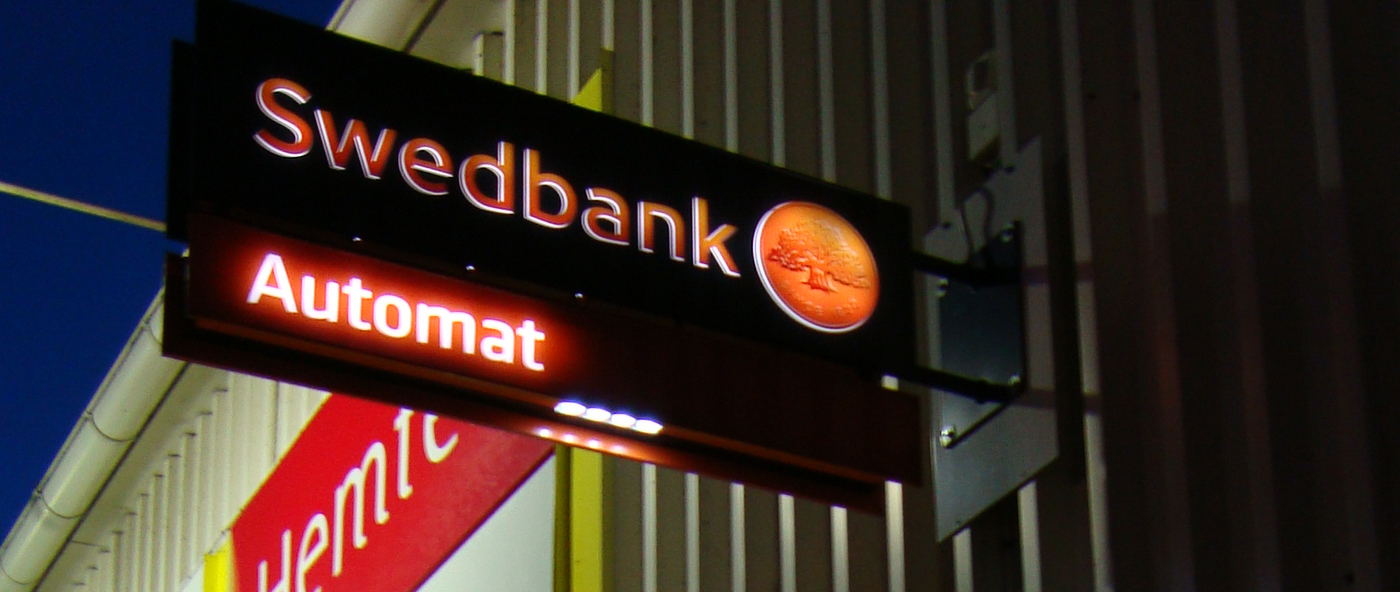
Swedbank är ett av Sveriges största värdepappersinstitut.

Värdepappersinstitut är i Sverige ett samlingsbegrepp för värdepappersbolag och svenska kreditinstitut, dvs. banker och kreditmarknadsföretag, som har Finansinspektionens tillstånd att driva värdepappersrörelse, samt för utländska företag som driver värdepappersrörelse från filial i landet. Med begreppet värdepappersrörelse avses viss tillståndspliktig verksamhet med finansiella instrument.

## Tillståndsplikt
För att få driva värdepappersrörelse krävs Finansinspektionens tillstånd. Enligt värdepappersmarknadslagen utgör följande moment tillståndspliktig verksamhet:
1. mottagande och vidarebefordran av order i fråga om ett eller flera finansiella instrument,
2. utförande av order avseende finansiella instrument på kunders uppdrag,
3. handel med finansiella instrument för egen räkning,
4. diskretionär portföljförvaltning avseende finansiella instrument,
5. investeringsrådgivning till kund avseende finansiella instrument,
6. garantigivning avseende finansiella instrument och placering av finansiella instrument med ett fast åtagande,
7. placering av finansiella instrument utan fast åtagande, och
8. drift av handelsplattformar.

Finansinspektionen lämnar tillstånd för en eller flera av ovanstående verksamheter på ansökan. Vid bedömningen av om ett bolag skall få tillstånd att driva värdepappersrörelse beaktas om den planerade verksamheten kan antas komma att uppfylla kraven på en sund värdepappersrörelse. Dessutom råder höga krav på aktiekapital för den som vill starta ett värdepappersinstitut. Finansinspektionen utövar tillsyn över värdepappersinstituten och övervakar bl.a. att instituten iakttar sundhetskravet.

## Institutens roll på värdepappersmarknaden
Värdepappersinstituten fungerar vanligen som mellanhänder mellan aktörerna och infrastrukturen på värdepappersmarknaden. Instituten, vars verksamhet är reglerad bland annat genom EG-direktiv, finns mellan emittenter, investerare, marknadsplatser och clearingorganisationer. Institutens verksamhet är i korthet:
- Att fungera som mellanhänder för köpare och säljare på de olika värdepappersmarknaderna.

- Att tillhandahålla rådgivning och diskretionär förvaltning av värdepapper.

- Att vara rådgivare och garant när emittenter söker kapital på marknaden.[5]

## Typer av värdepappersinstitut
I slutet av 2006 hade cirka 225 svenska företag Finansinspektionens tillstånd att bedriva värdepappersrörelse i någon form. Drygt hälften av dessa var värdepappersbolag, medan de övriga huvudsakligen var banker samt fondbolag med tillstånd att förvalta någon annans finansiella instrument, s.k. diskretionär förvaltning. Genom införandet av lagen (2004:46) om investeringsfonder öppnades en viss utvidgning av möjligheten att bedriva värdepappersrörelse. Genom lagen fick fondbolag möjlighet att söka tillstånd att bedriva diskretionär förvaltning. I december 2006 hade ett femtontal svenska fondbolag utnyttjat denna möjlighet.

### Fullsortimentbolag
Av 117 rena värdepappersbolag som var registrerade i slutet av 2006 var elva s.k. fullsortimentbolag, dvs. med tillstånd för samtliga ovan angivna investeringstjänster. De värdepappersbolag som inte innehar samtliga tillstånd kan vara specialiserade på någon eller några verksamheter för vilka det räcker med ett eller ett par tillstånd. I den gruppen återfinns exempelvis ett stort antal mindre kapitalförvaltningsbolag, men även andra inriktningar förekommer. I gruppen av värdepappersbolag som inte innehar samtliga tillstånd var sju medlemmar på Stockholmsbörsen.

### Den finansiella elmarknaden
En särskild typ av värdepappersinstitut är de som sysslar med handel på elmarknaden. Sedan elmarknaden avreglerades i Sverige 1996 har marknaden för fysisk el kommit att kompletteras med en finansiell elmarknad. Den finansiella elmarknaden omfattar handel med elderivat, dvs. derivatinstrument som har el som underliggande tillgång. Sådana kontrakt är ett verktyg för företag som köper och säljer el att prissäkra sina kontrakt och på så sätt minska sina affärsrisker. Derivathandeln möjliggör också spekulation i förändringar av elpriser. Handeln med elderivat sker på den nordiska marknadsplatsen Nord Pool, som även fungerar som marknadsplats för fysisk el i Norden. Alla svenska företag med Finansinspektionens tillstånd att bedriva värdepappersrörelse har i princip rätt att agera på den finansiella elmarknaden.